# تصوير معدل الإجهاد
تصوير معدل الإجهاد هو طريقة في تخطيط صدى القلب (الموجات فوق الصوتية الطبية) تقيس الاضطراب (أو الشذوذ أو التشوه) الموضعي أو المعمم لعضلة القلب. يشير مصطلح «الاضطراب» إلى تغير شكل وأبعاد عضلة القلب خلال الدورة القلبية. في حال وجود إقفار في عضلة القلب، أو احتشاء في جزء منها، سيضعف هذا الجزء ويُظهر وظيفة انقباضية منخفضة ومتغيرة. يحدث عدم التزامن الموضعي في حركة العضلة القلبية الانقباضية في أمراض إحصارات الحزم أيضًا. يمكن عرض وقياس الوظيفة المتزامنة للمناطق المختلفة من خلال تصوير معدل الإجهاد. اعتمدت الطريقة في البداية على دوبلر الأنسجة الملونة. بعد ذلك، أصبح الاضطراب الموضعي متاحًا أيضًا عن طريق تخطيط صدى القلب بتتبع البقعة. يوجد نقاط ضعف مختلفة في كلتا الطريقتين. ومع ذلك، نحصل باستخدام كلتا الطريقتين على نفس البيانات (قد تختلف القياسات إلى حد ما)، ويمكن أيضًا عرضها باستخدام نفس نوع العرض.
يعتمد تصوير نقطة الاضطراب، على أن الجزء المتضرر في عضلة القلب مثلًا بعد الاحتشاء، قد يتحرك بسبب عمل الجزء المجاور (الربط). وبالتالي فإن إزاحة أو سرعة مقطع ما لا يخبرنا عن وظيفة ذلك المقطع. من ناحية أخرى، يقيس تصوير نقطة الاضطراب الفروق في الحركة والسرعة داخل المقطع.

## الأساليب
يمكن إجراء تصوير معدل الإجهاد بطريقتين مختلفتين بشكل أساسي.

### دوبلر الأنسجة
تعتمد طريقة دوبلر الأنسجة على لون دوبلر، مما يعطي مجال سرعة ومتجهات سرعة على طول حزمة الموجات فوق الصوتية على القطاع المفحوص بأكمله. يقيس التصوير انحدار السرعة بين نقطتين على طول حزمة الموجات فوق الصوتية بمسافة محددة، ويعطي نفس نتيجة انحدار السرعة. صحة هذه الطريقة مثبتة تجريبيًا في نموذج ميكانيكي، وفي نموذج حيواني، وعند المرضى مقارنة بتخطيط صدى القلب، وتصوير الأوعية التاجية، والرنين المغناطيسي. تقتصر الطريقة على اتجاه واحد على طول حزمة الموجات فوق الصوتية، ويمكن استخدامها بشكل أساسي من النافذة القمية للقلب، ولقياسات الإجهاد الطولي ومعدل الإجهاد فقط. الاختبار حساس لانحراف الزاوية بين متجه السرعة (اتجاه الحركة) وحزمة الموجات فوق الصوتية، وحساس للضوضاء أيضًا. يتميز بدقة زمنية عالية على حساب دقة مكانية جانبية منخفضة نسبيًا.

### تتبع البقعة
يعتمد تخطيط صدى القلب بتتبع البقعة على تخطيط صدى القلب بالمقياس الرمادي (الوضع B)، وحقيقة أن الصدى المنعكس من عضلة القلب يُظهر نمطًا على شكل بقع عبارة عن مزيج من التشتت الصغير وأنماط التداخل. تمتلك كل منطقة من عضلة القلب (تسمى «النواة») نمط بقع فريد لأن النمط عشوائي ومستقر نسبيًا، على الأقل من إطار إلى آخر. يمكن من خلال ذلك تتبع حركة النواة من إطار إلى آخر، بواسطة خوارزمية بحث خاصة تؤمن «أفضل تطابق». الأكثر استخدامًا هو «مجموع الفروق المطلقة» الذي يتشابه في دقته مع الارتباط المتبادل. يمكن حساب متجه السرعة بالنسبة للحجم والاتجاه باستخدام معدل الإطار. يمكن عبر ذلك إنشاء حقل سرعة مرة أخرى على القطاع بأكمله، مثلما يحدث في دوبلر الأنسجة، ويمكن اشتقاق معدل الإجهاد، ومن ثم يمكن دمج الإجهاد. بدلًا من ذلك يمكن قياس الإجهاد مباشرة من التغير في المسافة بين البقع. ثبت أن تتبع البقع يمكن مقارنته بالسلالة المشتقة من دوبلر الأنسجة، وقورنت بنتائج الرنين المغناطيسي.
تتعقب الطريقة بشكل مستقل اتجاهات الحزمة، وبالتالي يمكنها التتبع في بُعدين مختلفين. الطريقة مستقلة أيضًا عن خطأ الزاوية المتأصل في خوارزمية دوبلر. ومع ذلك، نظرًا لأن الدقة الشعاعية (على طول الحزمة) أفضل بكثير من الدقة الجانبية التي تتناقص أيضًا مع العمق، فإن كلًا من استقلالية الزاوية وقدرة التتبع عبر القطاع أقل. تتميز الطريقة بمعدل أخذ عينات أقل نظرًا لمعدل الإطارات المحدود للوضع B، مما يقلل من صلاحية التتبع، خاصة عند معدلات ضربات القلب المرتفعة.

## الاستخدام السريري
النقطة الرئيسية بالتصوير بمعدل الإجهاد هي أنه مجرد جزء من فحص تخطيط صدى القلب المتكامل. مثل جميع التدابير الأخرى، فإن قياسات الاضطراب ذات دقة محدودة، ويجب مكاملتها مع بقية النتائج. لكن تقدم هذه الأساليب طرقًا فريدة لتصوير الاضطراب الوظيفي الموضعي، مما قد يعزز الاستنتاج.